# マジェスティックプリンス (漫画)
『マジェスティックプリンス』は、創通／フィールズ：原作、新島光：作画による日本の漫画。『月刊ヒーローズ』創刊当初から連載されている作品の1つ。アニメ『銀河機攻隊 マジェスティックプリンス』と同じ世界観で描かれるアナザーストーリー。漫画構成は『GetBackers-奪還屋-』の綾峰欄人、作画は新島光（あらしま ひかる）が担当。
アニメ版と同じ世界観・時間軸でグランツェーレ都市学園を舞台にした学園漫画であり、主人公のヒタチ・O・イズルたち5人はMJP機関によってアニメ版のイズルたち5人と同じ遺伝子から作られた別人（年齢も異なる）という設定になっている。連載開始当初はアニメ版よりシリアスな描写は少なく、前半は都市学園の日常を中心とした学園物となっている。後半は、地球人類同士の間で陰謀や抗争が勃発し、主人公たちはそれに巻き込まれながらも彼らなりの戦いを展開する。
2013年8月1日に初放送されたアニメ版第17話では、上空を見上げる都市学園の生徒たちに紛れる形で、漫画版のイズルがカメオ出演した。一方、同日に発売された『月刊ヒーローズ』9月号掲載の漫画版第23話では、飛び級卒業のために一時帰還したチームラビッツが特別模擬戦を実施した後、漫画版のイズルたちを含む在校生全員がチームラビッツへ敬礼して見送る場面が描かれ、両者がつながっていることが双方同時に描写された。

## あらすじ
主人公ヒタチ・O・イズルは機械弄りと漫画が好きな少年であり、夢はどちらかに携わる仕事に就くことだった。だが、ある日イズルは住み慣れた土地を離れ、グランツェーレ都市学園に進学することになる。そこは、出生以前に人為的な遺伝子改良を受けた子供たち、通称「S（サラブレッド）級遺伝子」所有者の育成専門の特殊学校であった。イズルはそこで個性豊かな仲間や教官たちと出会い、衝突やさまざまな経験を重ねて成長していく。果たしてイズルは、S級遺伝子のエースになることはできるのだろうか。

## 登場人物
ヒタチ・O・イズル
機械弄りや漫画を描くことが好きな少年。少し間の抜けている部分はあるものの、仲間思いの優しい人物で、物事の中心になりやすい。アニメ版主人公のヒタチ・イズルと同様、アサギ・K・トシカズと同じ遺伝子を持っているが、選抜時の成績は最下位で、友人のスルガにも「補欠」と言われてしまう始末である。また、アサギと同じ遺伝子という理由で特別扱いされる節があり、それが原因で一部のクラスメートから嫌がらせを受けていた。
作業用のハイモブを使用しての模擬戦中に同伴していたアマネ教官のイタズラによって、ハイモブのオートバランサーが機能しなくなるピンチに陥ったが、バランサーを手動で動かして相手に一矢報いるなど、秘めている潜在能力の大きさをうかがわせる。
一時期はPTSDを発症し、戦闘はおろかコクピットに座ることすら困難になってしまうが、ヨシダ教官との訓練で徐々に回復していった。だが、ヨシダ教官の退職と同時に退学処分を受けてしまう。まもなく発生した都市学園攻防戦の最中、大切なものを守るためにマリア教官が乗り捨てたハイモブを使い、ウルガルと交戦。数の差と完治していないPTSDのせいで満身創痍まで追い込まれてしまうが、アッシュフォード・クロウが開発していたパッケージをリンゲージすることによって擬似アッシュを手に入れ、ゴールド4の超長距離狙撃成功の影の功労人となった。
クギミヤ・S・ケイ
選抜試験をトップタイでパスしたエリート。プライドが高く、自分の理想をしっかりと見据えている。それゆえ、周りの行動が自分の思い通りに行かないとすぐに機嫌を損ねてしまう節がある。絶対音域のS級遺伝子保有者で、不要な音までも意図せずに聞き取ってしまうため、それらを遮るためのヘッドフォンを常につけている。
スズカゼ教官の指示で組まれたイズル、タマキ、スルガ、シュメリアとのチームではリーダーとして責任を背負い込んでいた。その際のいざこざで寮を抜け出した時に熊に襲われてしまうが、この騒動をきっかけに徐々にイズルたちとの距離も縮まり、チームワークが改善された。
チームの中では最も胸が小さく描かれ、そのことで何度もいじられている。
スルガ・E・アタル
イズルと最も仲のいい友人の1人。チームのムードメーカー的存在で、猫耳のような髪型にした金髪の持ち主。イズルとは別の方向性で機械が得意。義父の影響からか軍事知識に精通しており、都市学園に来る前は義父のパソコンを使ってGDFのデータベースなどから兵器関連の知識を入手していた。
初期のうちはあまり表に出してはいなかったが、イズルの恵まれた出生を羨んでいるような描写がある。
イリエ・D・タマキ
普段は静かで表情の変化に乏しいが、スピードが関わる話題になると突然目の色が変わる。少し世間と常識がずれた天然ボケの気がある。冒頭で寝坊したイズルを起こしに来るなど、イズルへのツッコミ的立ち位置が多いが、本人は前述の通りそこまで常識人というわけではない。好物はイカの塩辛。
学校へ無断でバイク通学したり、その際に校舎の壁を壊したり、騎馬戦時には勝手に指示にない俊敏すぎる動きをしたりと、問題行動が多いが、本人にあまり自覚はない様子。また、シャワールームでケイの胸の小ささを指摘したことが教官にバレてしまい、強化合宿実施の一因となっていたりもする。
ラクシュラム・シュメリア
校舎屋上で星を眺めていたイズルの目の前に突如落下してきた、卵の中から出てきた女性。留学生で、日本の常識に疎く初めの自己紹介の際には語尾に「御主人様」と付けるなど、少々変わった様子を見せる。その後の模擬戦では油断していたとはいえケイ機を一撃で行動不能にさせるなど、才能を見せる。
イズルたちとチームを組んでさまざまな交流をしていくうちに表情も豊かになり、イズルに好意を寄せているような描写がされる。
アッシュフォード・クロウ
自身を天才と称するクロウ財団の若き社長。語尾にたびたび「♡」をつける。自身の財団が管理する空港の警備システムをイズルたちにハッキングさせ、教官たちへの挨拶の時間稼ぎをさせたりするなど、表面上は優しさのある行動を見せるが、実は裏では何やら画策している野心家でもある。実際、イズルたちにハッキングさせたのは彼らの実力とデータを得るためのもの。それ以外にも、ウルガルの侵攻で無人となったGDF基地のパソコンからS級遺伝子のデータを盗むなどしている。また、スターローズを標的にしたテロにも関与している描写があり、真の目的は未だ謎に包まれている。
スズカゼ・リン
ザンネン5達とは違ってアニメに登場するキャラクターと同一人物。アニメ開始以前の教官時代が描かれている。
アマネ・ハヅキ
スズカゼと同様、アニメ版と同一人物。月のワルキューレと呼ばれる凄腕のハイモブパイロットで学園内での知名度も高い。
アニメ本編とは一転してコメディ、お色気要素の強いキャラクターで、露出の多い服を好んで着ていたり、イズルを買い物に付き合わせてランジェリーショップへ連れ込んだりと同一人物であることが疑わしい描写も多い。イズルの恋の相手でもある。
その一方で、学生時代には“嘘”が本当になる、という旨の発言や、特訓ノートを製作して自主トレに励んでいたというヨシダ教官の発言などからアニメ版に繋がる真面目さも持ち合わせていることがうかがえる。
1度、宇宙に上がってイズルとは離れ離れになってしまったが、イズルがクロウ社の専属テストパイロットとしてスターローズに上がった際に再会している。
マリア・セイラム
イズル達のクラスに赴任した教官。癖の強い長い黒髪と眼鏡が特徴。スズカゼ、アマネの同級生。最初の授業でいきなりグラウンド30週を30分でこなさせたり、S級遺伝子の覚醒をうながすために当人達には秘密で実戦形式の模擬戦を行わせたりするスパルタ教師。それをこなした生徒達を褒美として海へ連れていく際には水着に着替えさせた上で出かけるといったような、どこか常識とズレた言動も多い。それでいながらも、パイロットとしての技量も一流で自身もS級遺伝子ということからテストパイロットを任されることもある。ウルガルの学園襲撃時には生徒達の安全を気にする様子もあり、一応教師としての責任も持ち合わせている。
クロウとは元から面識があるようで生徒達のデータが提供されていた。また、イズルがクロウ財団のテストパイロットとして宇宙へ上がった際には彼と共にスターローズに来ている。

## 登場兵器
作業用ハイモブ
スズカゼ教官が実施した模擬戦において使用された作業用の機体。コクピットはガラスに覆われており、キャノピーのように開閉する。
2人乗りで、劇中では後ろに教官が乗り込み、補佐を行っていた。
訓練用ハイモブ
作業用ハイモブより実機に近い形状の機体。人型二足歩行のいわゆるオーソドックスなロボットの外見をしている。コクピットは一人乗りで、カメラを通してモニターを用いた操作を行う。
劇中では訓練だけではなく、装備を変更してウルガルの迎撃に使用されていた。
旧式警備機
クロウ財団の工廠において使用された多足歩行戦車。機動性は高く、乗り込んだアサギ・K・トシカズも感心していた程。
アッシュ
K88-type-0（ファヌエル）
イズル専用機。学園に配備されていた訓練用ハイモブをコアモジュールにしてリンケージする機体。リンケージ後は翼のような姿勢制御翼を携える天使のような形状をしている。
訓練用ハイモブが素体のためにジュリアシステムを搭載していないうえ、開発者のアッシュフォード・クロウ自身が「アッシュもどき」と発言しているため、厳密にはアッシュには分類されないようであるが、その性能はアッシュに劣らず一騎当千の戦力となる。
攻撃手段にプラズマクラスターの多様化技術を用いており、腕部のデバイスから発振されるプラズマソードは高い切断性を持つが、その分だけ電池食いとも表現されている。バッテリーオプションを搭載していない場合、活動可能時間は約5分と限られる。
k-88 type0 ラファエル
『月刊ヒーローズ』2015年10月号ラストにて登場したクロウ財団製のアッシュ。型式番号はイズルに提供されたファヌエルと同じ番号であるが、不明な点が多い。
名称不明機
2016年10月号で登場した機体。かつてウルガルの襲撃の犠牲になったGDF基地跡にてクロウが秘匿していた。

## 書誌情報
- 創通 / フィールズ（原作）・綾峰欄人（構成）・新島光（作画） 『マジェスティックプリンス』 ヒーローズ（ヒーローズコミックス）、全16巻
  1. 2012年10月05日発売、ISBN 978-4-86468-307-4
  2. 2012年12月27日発売、ISBN 978-4-86468-316-6
  3. 2013年03月05日発売、ISBN 978-4-86468-324-1
  4. 2013年07月05日発売、ISBN 978-4-86468-337-1
  5. 2013年11月05日発売、ISBN 978-4-86468-348-7
  6. 2014年05月02日発売、ISBN 978-4-86468-366-1
  7. 2014年10月04日発売、ISBN 978-4-86468-387-6
  8. 2015年03月05日発売、ISBN 978-4-86468-405-7
  9. 2015年08月05日発売、ISBN 978-4-86468-427-9
  10. 2015年12月29日発売、ISBN 978-4-86468-447-7
  11. 2016年09月05日発売、ISBN 978-4-86468-474-3
  12. 2016年10月05日発売、ISBN 978-4-86468-477-4
  13. 2017年04月05日発売、ISBN 978-4-86468-498-9
  14. 2017年12月29日発売、ISBN 978-4-86468-534-4
  15. 2018年12月29日発売、ISBN 978-4-86468-609-9
  16. 2019年05月02日発売、ISBN 978-4-86468-643-3